# Арельяно, Мануэль
Мануэль Арельяно Гонсалес (исп. Manuel Arellano González; род. 19 июня 1957, Эльда, Аликанте, Испания) — испанский экономист, профессор экономики Центра денежно-кредитных и финансовых исследований, соавтор теста Арельяно — Бонда, который был разработан в 1991 году, в 2013 году президент Европейской экономической ассоциации, в 2014 году президент Эконометрического общества.

## Биография
Мануэль родился 19 июня 1957 года в городе Эльда, провинции Аликанте, Испания.
Высшее образование и степень бакалавра получил в 1979 году в Барселонском университете, магистерскую степень получил в 1982 году в Лондонской школе экономики и политических наук, докторской степени по экономике удостоен в 1985 году в Лондонской школе экономики и политических наук. Научным руководителем докторской диссертации «Оценка и тестирование динамических эконометрических моделей для панельных данных» был Денис Сарган.
Преподавательскую деятельность начал в должности помощника профессора эконометрики в Барселонском университете в 1979—1981 годах, а в 1983—1985 годах научным сотрудником профессора Дениса Саргана в Лондонской школе экономики и политических наук, был научным сотрудником колледжа Наффилда, затем в 1985—1989 годах научным сотрудником в Институте экономики и статистики при Оксфордском университете, далее в 1989—1992 годах лектором экономики в Лондонской школе экономики и политических наук. С 1991 года профессор эконометрики Центра денежно-кредитных и финансовых исследований.
В 2000—2005 годах был членом редколлегии, а 2006—2008 годах соредактором журнала Journal of Applied Econometrics, с 2003 года редактор «Advanced Texts in Econometrics». В 1990—1991 годах — член редколлегии, в 1991—1993 годах — помощник редактора, в 1994—1998 годах — управляющий редактор, в 1998—2003 годах — директор журнала Review of Economic Studies, член редакционного совета журнала «Investigaciones Económicas» в 1991—2000 годах и журнала «Revista Española de Economía» в 1991—1994 годах. В 1988—1989 годах являлся соредактором журнала «Oxford Bulletin of Economics and Statistics».
С 2016 года является членом Европейской Академии, в 2013 году президент Европейской экономической ассоциации, c 2002 года член, в 2006 году член совета, а в 2014 году президент Эконометрического общества. В 1999—2001 годах член совета, а в 2003 году президент Испанской экономической ассоциации.
Семья
Мануэль Арельяно женат, имеет двоих детей.

## Награды
За свои достижения был награждён:
- 1981 — двухлетняя стипендия от Caixa de Barcelona[англ.],
- 1983 — двухлетняя стипендия Сантори—Тойота от Лондонской школы экономики и политических наук,
- 2003 — премия Кузнеца от Journal of Population Economics[англ.] за статью «Learning about migration decisions from migrants»[3],
- 2012 — премия Короля Хайме I по экономике,
- 2014 — иностранный почётный член Американской академии искусств и науки.
- 2018 — Clarivate Citation Laureates[4].